# McMillan TAC-50
O McMillan TAC-50 é um fuzil antimaterial de ação por ferrolho de longo alcance. O TAC-50 é baseado em designs anteriores da mesma empresa, que apareceram pela primeira vez no final dos anos 80. A partir de 2017, detém o recorde de morte por franco-atirador confirmada de maior distância. A McMillan fabrica vários fuzis calibre .50, baseados na mesma ação proprietária, para uso militar, policial e civil. É produzido em Phoenix, Arizona, nos Estados Unidos pela McMillan Firearms Manufacturing.
O TAC-50 é uma arma militar e policial que, designada como C15, tem sido o fuzil de precisão de longo alcance padrão do Exército Canadense desde 2000. Fuzis da família TAC-50 garantem 0,5 minuto de ângulo a grupos com munição compatível em condições ideais.

## Operadores
- Canadá: Exército Canadense, JTF2 o designou como C15 long-range sniper weapon (LRSW).[3]
- França: Infantaria da Força de Proteção das Nações Unidas[4] e dos comandos da Marinha Francesa.[5]
- Geórgia: Exército e forças de operações especiais.[6]
- Israel: Usado por unidades de forças especiais.[7]
- Jordânia: Usado pelo SRR-61 (Regimento Especial de Reconhecimento).[8]
- África do Sul: Em serviço com a Special Task Force da South African Police Service.[9]
- Turquia: Gendarmaria e Comando de Forças Especiais[10]
- Estados Unidos: United States Navy SEALs o designou como Mk 15.[11]
- Ucrânia: Exército Ucraniano[12]